# El carter (i Pablo Neruda)
Il postino ("El carter") és una pel·lícula italo-franco-belga de Michael Radford estrenada el 1994.
Ha estat doblada al català.

## Argument
L'acció té lloc el 1950, en una petita illa italiana de la Mediterrània. Mario, un jove gairebé analfabet treballa com a carter, i lliura el correu a Pablo Neruda, exiliat a l'illa. Al fil dels serveis de correus, Pablo i Mario fan amistat. Mario aprèn el poder de la poesia.

## Repartiment
- Massimo Troisi: Mario Ruoppolo, el carter
- Philippe Noiret: Pablo Neruda
- Renato Scarpa: el telegrafista
- Linda Moretti: Donna Rosa
- Maria Grazia Cucinotta: Beatrice Russo

## Al voltant de la pel·lícula
- Massimo Troisi es va lligar molt al projecte i, en contra de l'opinió dels seus metges, retarda una operació del cor per poder rodar. Va sucumbir d'un atac al cor un dia després d'acabar el rodatge.
- La pel·lícula va tenir un enorme èxit als països anglosaxons, restant durant dos anys a la cartellera de Nova York.

## Premis i nominacions

### Premis
- 1996: Oscar a la millor banda sonora per Luis Enríquez Bacalov
- 1996: BAFTA a la millor pel·lícula de parla no anglesa
- 1996: BAFTA a la millor direcció per Michael Radford
- 1996: BAFTA a la millor música per Luis Bacalov
- 1996: Premi Sant Jordi a la millor pel·lícula estrangera per Michael Radford

### Nominacions
- 1996: Oscar a la millor pel·lícula per Gaetano Daniele, Mario Cecchi Gori i Vittorio Cecchi Gori
- 1996: Oscar al millor director per Michael Radford
- 1996: Oscar al millor actor) per Massimo Troisi (Pòstum
- 1996: Oscar al millor guió adaptat per Anna Pavignano, Michael Radford, Furio Scarpelli, Giacomo Scarpelli i Massimo Troisi (Pòstum)
- 1996: BAFTA al millor actor per Massimo Troisi (Pòstum)
- 1996: BAFTA al millor guió adaptat per Anna Pavignano, Michael Radford, Furio Scarpelli, Giacomo Scarpelli i Massimo Troisi (Pòstum)